# Sprängskinn
Sprängskinn (Peniophora laeta) är en svampart som först beskrevs av Elias Fries, och fick sitt nu gällande namn av Donk 1957. Sprängskinn ingår i släktet Peniophora och familjen Peniophoraceae.  Arten är reproducerande i Sverige. Inga underarter finns listade i Catalogue of Life.

## Galleri

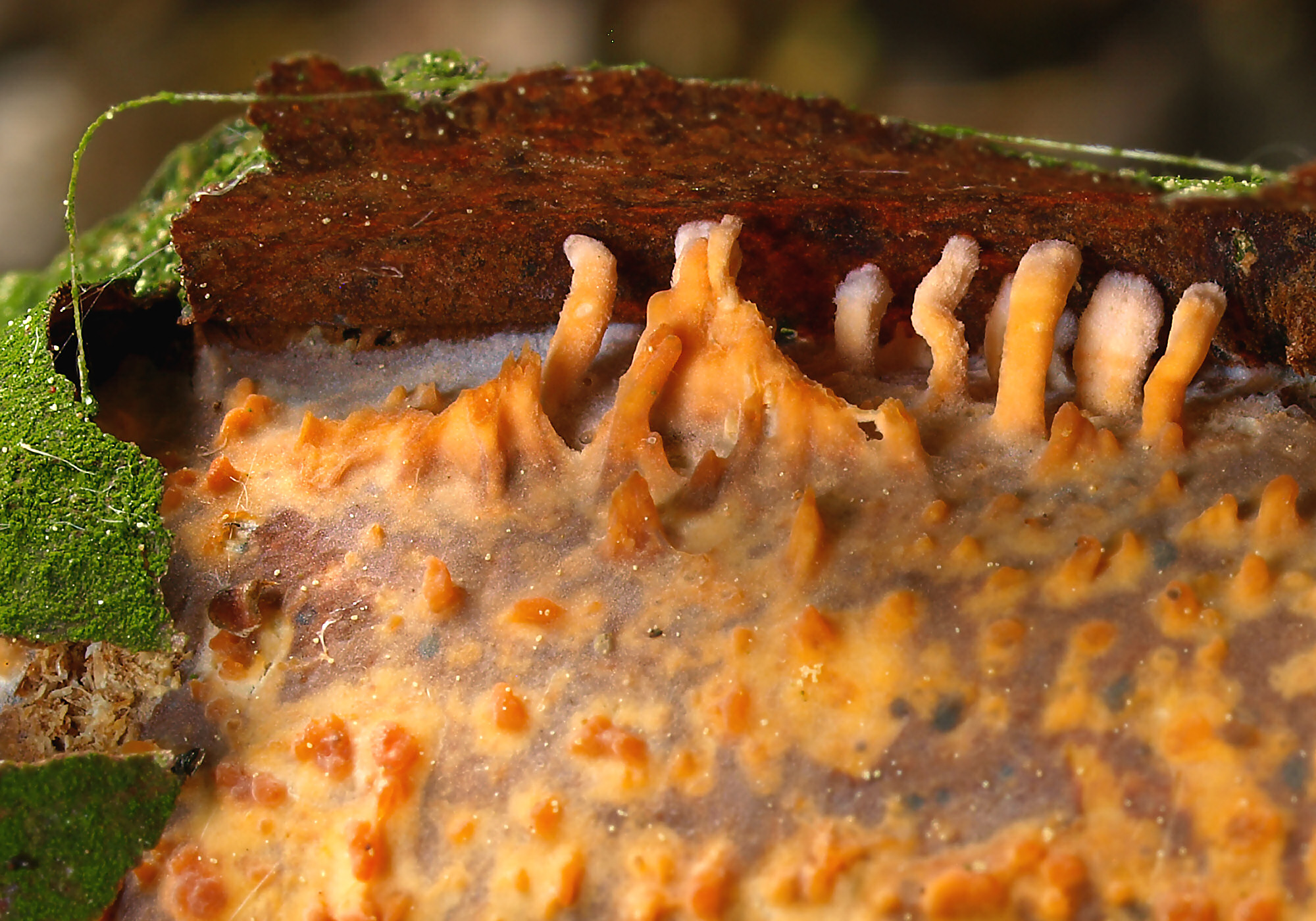
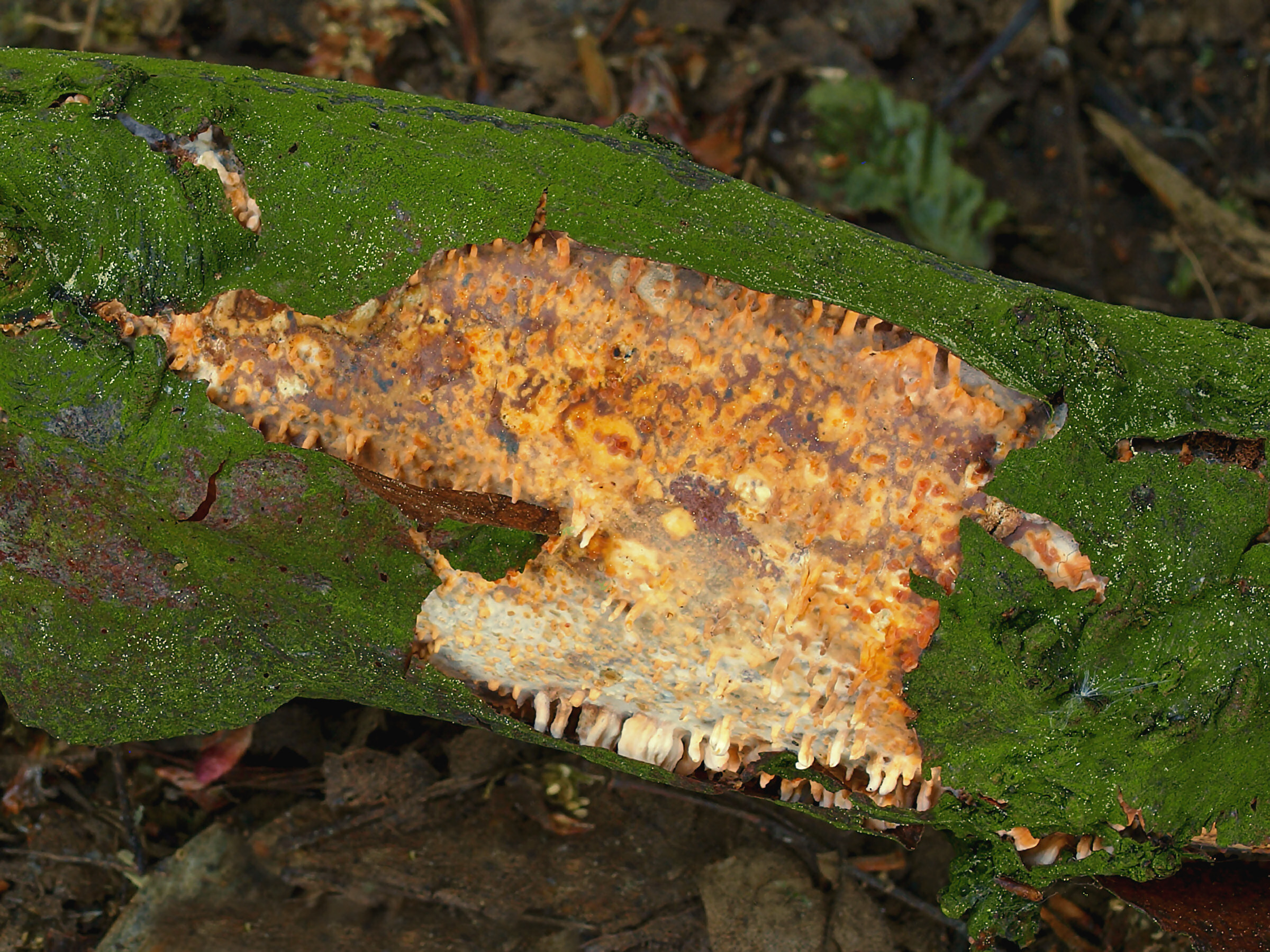